# 코바스나

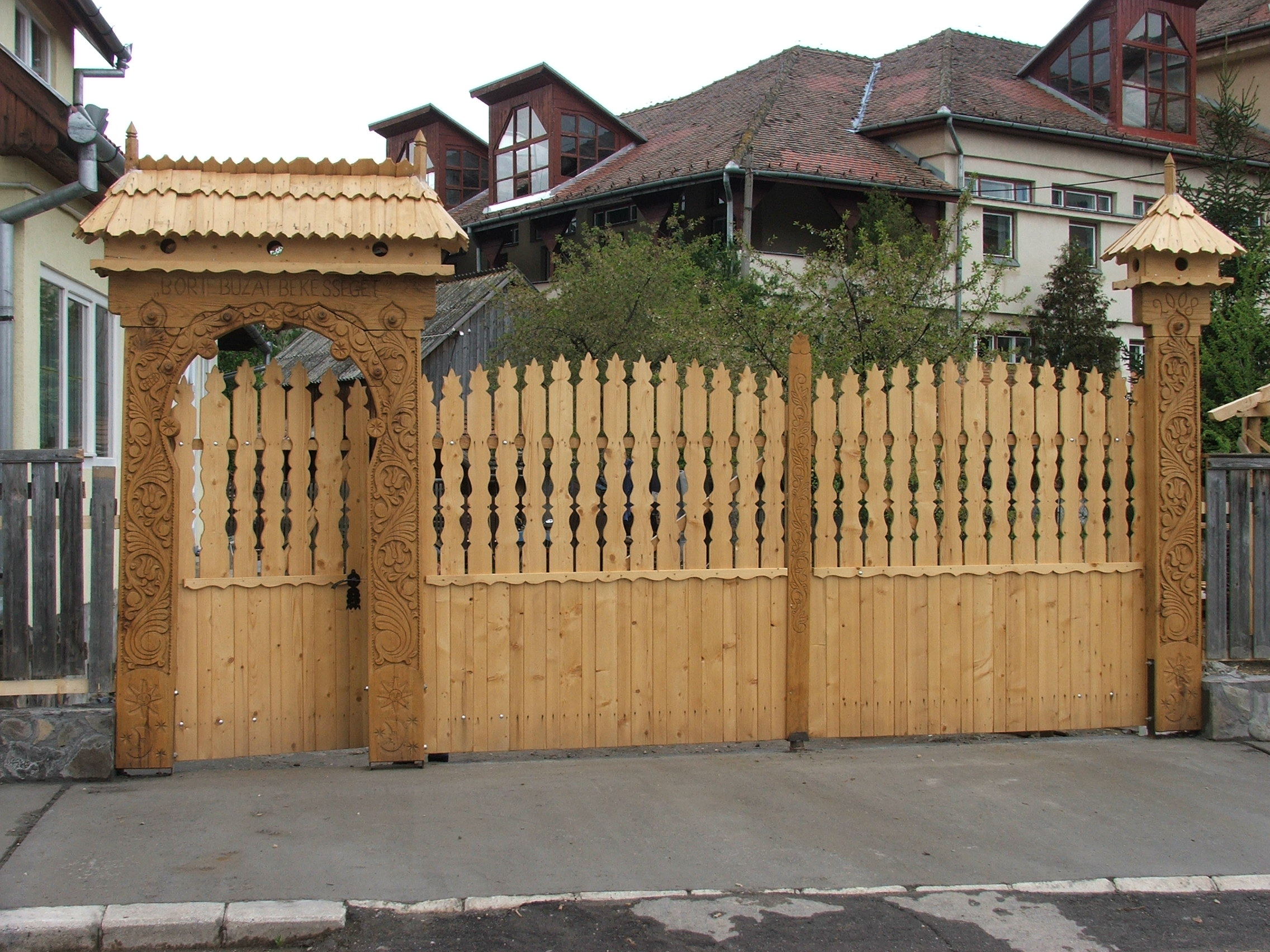
코바스나

코바스나(루마니아어: Covasna, 헝가리어: Kovászna 코바스너[*], 독일어: Kowasna 코바스나[*])는 루마니아 코바스나주의 도시로 면적은 155.11km2, 높이는 560m, 인구는 11,369명(2004년 기준)이다. 천연 광천수로 유명한 곳이다.